# Alexander Payer
Alexander Payer (ur. 12 września 1989) – austriacki snowboardzista specjalizujący się w slalomie i gigancie równoległym. W zawodach Pucharu Świata zadebiutował 6 stycznia 2010 roku w Kreischbergu, zajmując 54. miejsce w gigancie równoległym (PGS). Na podium zawodów tego cyklu po raz pierwszy stanął 14 grudnia 2013 roku w Carezza, kończąc rywalizację w slalomie równoległym (PSL)  na drugiej pozycji. W zawodach tych rozdzielił Sylvaina Dufoura z Francji i Austriaka Lukasa Mathiesa. Najlepsze wyniki osiągnął w sezonie 2013/2014, kiedy to zajął trzynaste miejsce w klasyfikacji PAR. W 2017 roku wziął udział w mistrzostwach świata w Sierra Nevada, gdzie zajął 14. miejsce w PSL i 31. w PGS. Na rozgrywanych rok później igrzyskach olimpijskich w Pjongczangu był dziewiąty w gigancie równoległym.

## Osiągnięcia

### Igrzyska olimpijskie
| Miejsce | Dzień     | Rok  | Miejscowość | Konkurencja       | Zwycięzca       |
| ------- | --------- | ---- | ----------- | ----------------- | --------------- |
| 9.      | 24 lutego | 2018 | Pjongczang  | Gigant równoległy | Nevin Galmarini |

### Mistrzostwa świata
| Miejsce | Dzień     | Rok  | Miejscowość   | Konkurencja       | Zwycięzca          |
| ------- | --------- | ---- | ------------- | ----------------- | ------------------ |
| 14.     | 15 marca  | 2017 | Sierra Nevada | Slalom równoległy | Andreas Prommegger |
| 31.     | 16 marca  | 2017 | Sierra Nevada | Gigant równoległy | Andreas Prommegger |
| 11.     | 4 lutego  | 2019 | Park City     | Gigant równoległy | Dmitrij Łoginow    |
| 14.     | 1 marca   | 2021 | Rogla         | Gigant równoległy | Dmitrij Łoginow    |
| 10.     | 2 marca   | 2021 | Rogla         | Slalom równoległy | Benjamin Karl      |
| 3.      | 19 lutego | 2023 | Bakuriani     | Gigant równoległy | Oskar Kwiatkowski  |
| DNF     | 21 lutego | 2023 | Bakuriani     | Slalom równoległy | Andreas Prommegger |

### Puchar Świata

#### Miejsca w klasyfikacji generalnej
- sezon 2009/2010: 345.
  - PAR[2]
- sezon 2010/2011: 131.
- sezon 2012/2013: 28.
- sezon 2013/2014: 13
- sezon 2014/2015: 19.
- sezon 2015/2016: 14.
- sezon 2016/2017: 17.
- sezon 2017/2018: 8.
- sezon 2018/2019: 17.
- sezon 2019/2020: 10.
- sezon 2020/2021: 5.

#### Miejsca na podium w zawodach
1. Carezza – 14 grudnia 2013 (slalom równoległy) - 2. miejsce
2. Winterberg – 18 marca 2017 (slalom równoległy) - 3. miejsce
3. Cortina d’Ampezzo – 15 grudnia 2017 (gigant równoległy) - 3. miejsce
4. Lackenhof – 5 stycznia 2018 (gigant równoległy) - 1. miejsce
5. Berchtesgaden – 20 marca 2021 (slalom równoległy) – 2. miejsce